# Линия соприкосновения Нагорного Карабаха
Линия соприкосновения (азерб. təmas xətti, арм. շփման գիծ) разделяла Армию обороны непризнанной Нагорно-Карабахской Республики и Вооружённые силы Азербайджана в зоне карабахского конфликта. Она была сформирована после прекращения огня в мае 1994 года, положившего конец Первой карабахской войне (1992 — 1994). Восточная часть горного хребта Муровдаг являлась северной частью линии соприкосновения и по сути естественной границей между сторонами. Перед Второй карабахской войной длина линии соприкосновения составляла от 180 до 200 километров. По завершении Второй карабахской войны, после того, как Азербайджан установил контроль над частью территории бывшей Нагорно-Карабахской автономной области, а ещё ряд территорий был возвращён под контроль Азербайджана по трёхстороннему соглашению, между враждующими сторонами был развёрнут российский миротворческий контингент. После успешной военной операции Азербайджана в сентябре 2023 года вместе с упразднением НКР фактически прекратила свое существования и линия соприкосновения.

## Терминология
Термин «Линия соприкосновения» широко используется в официальных документах и заявлениях, в том числе Минской группы ОБСЕ.
В Азербайджане «линию соприкосновения» часто называют «линией оккупации» в соответствии с обозначением Нагорного Карабаха как оккупированной территории.
В Армении термин «линия соприкосновения» используется в официальных сообщениях, но некоторые армянские аналитики и журналисты называют её «государственной границей между Арцахом и Азербайджаном» и призывают власти к тому же.

## Описание

### 1994 — 2020

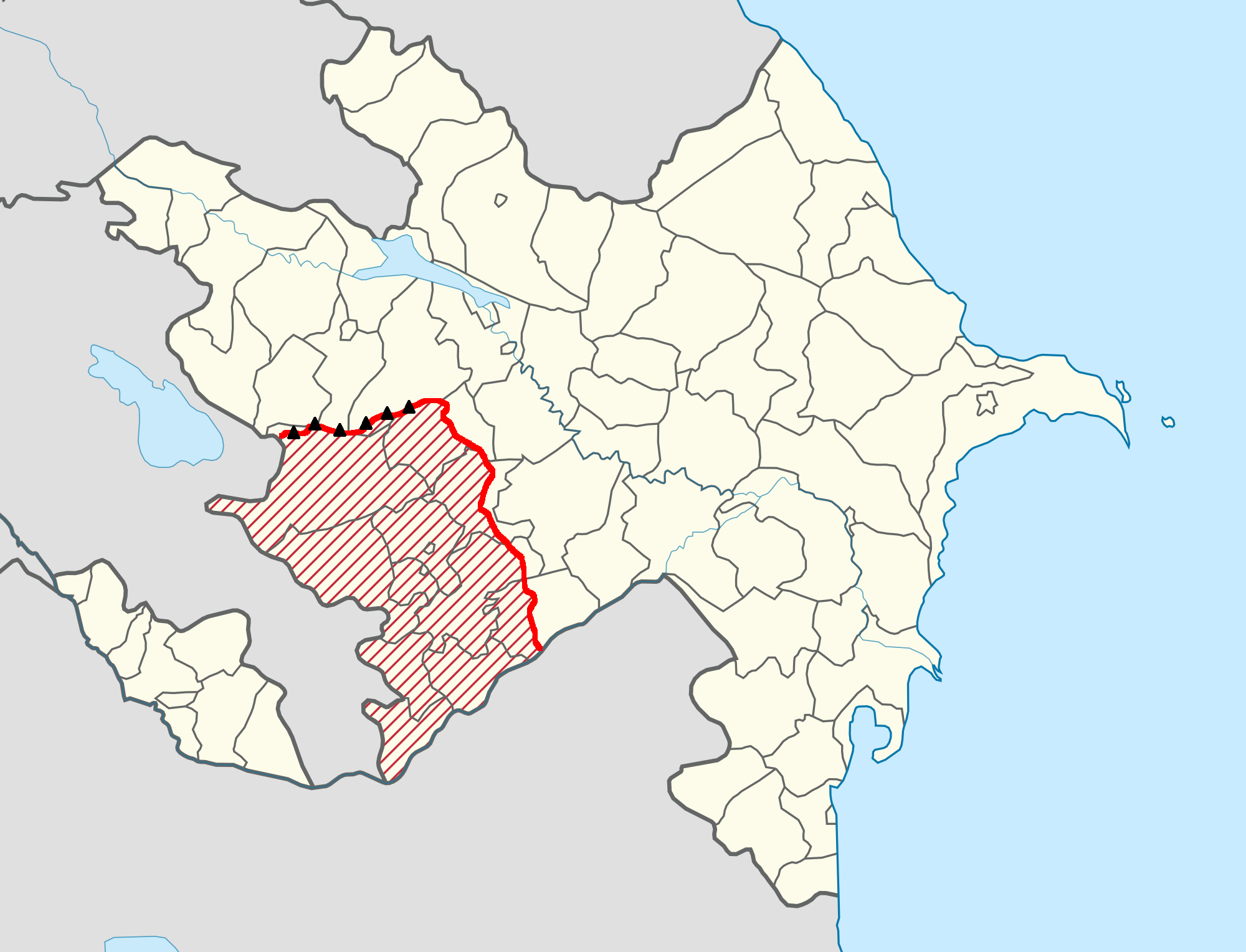
Линия соприкосновения в 1994–2020 гг. отмечена красным цветом, с горным хребтом Муровдаг на севере.

Томас де Ваал называл линию соприкосновения в Нагорном Карабахе «самой укреплённой военной зоной в Европе» и одной из трёх самых милитаризованных зон в мире (наряду с Кашмиром и Кореей).
По словам де Ваала, сразу после прекращения огня линия соприкосновения представляла собой «относительно тихую зону с колючей проволокой и легковооружёнными солдатами, сидящими в окопах». Со временем линия соприкосновения превратилась в сильно милитаризованную, укреплённую и заминированную нейтральную полосу и буферную зону окопов, и уже в 2016 году по обе стороны от неё находилось около 20 000 военнослужащих. По словам аналитика Эмиля Санамяна, после прекращения огня в 1994 году между сторонами оставалась относительно большая «нейтральная зона», ширина которой на некоторых участках составляла несколько километров. Как отмечает Санамян, впоследствии, из-за передислокации азербайджанских войск, на большинстве участков она сократилась до нескольких сотен метров.
Мониторинг ситуации на линии соприкосновения осуществляла группа наблюдателей ОБСЕ. Перестрелки происходили практически ежедневно. На нескольких участках имели место серьёзные нарушения режима прекращения огня, обычно характеризовавшиеся как боевые действия низкой интенсивности. Серьёзные боевые действия произошли в апреле 2016 года, когда впервые после прекращения огня линия соприкосновения была сдвинута, хотя и незначительно. По словам Лоуренса Броерса из Chatham House, «хотя участки территории перешли из рук в руки впервые с 1994 года, мало что из стратегического значения изменилось на местах». Столкновения 2016 года также стали первым случаем после прекращения огня 1994 года, когда была применена тяжелая артиллерия. Следующий крупномасштабный вооружённый конфликт, в ходе которого применялась тяжёлая артиллерия, бронетехника, пилотируемая и беспилотная авиация, произошёл осенью 2020 года. 9 октября 2020 года, в обращении к народу, президент Азербайджана Ильхам Алиев заявил: «Нет статуса-кво. Нет линии соприкосновения. Мы её разрушили».

### 2020 — 2023

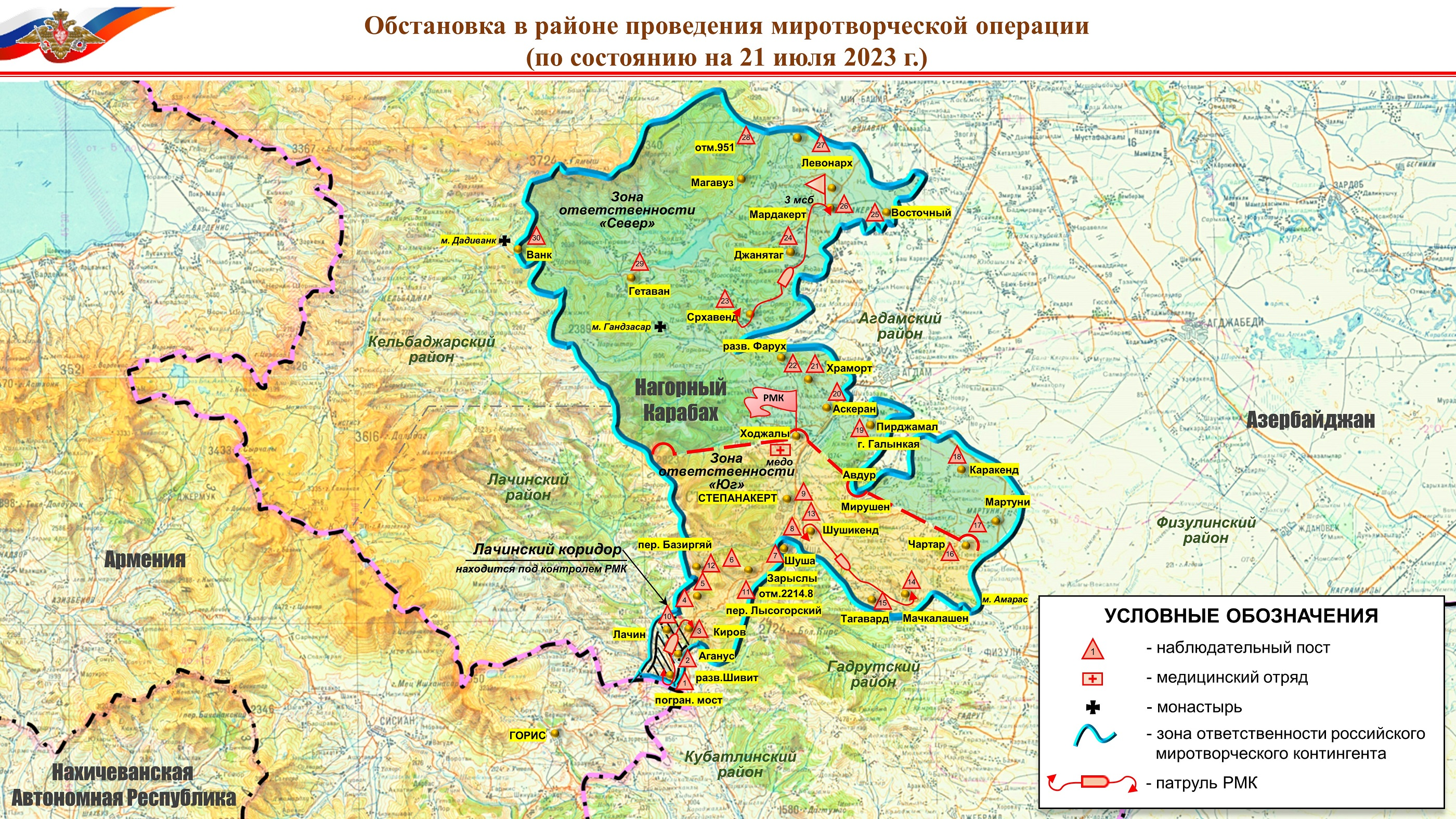
Линия соприкосновения в 2020-2023 гг., между враждующими сторонами был развернут миротворческий контингент РФ

После прекращения огня и выполнения соглашения от 10 ноября 2020 года по всему периметру линии соприкосновения фактически подконтрольной территории НКР (около 3 тыс. км²) был окружён Азербайджаном, однако имел сухопутную связь с Арменией через Лачинский коридор, находившийся под контролем российских миротворческих сил, до установления 12 декабря 2022 года продолжающейся до 19 сентября 2023 года блокады НКР. По итогам военной операции, проведённой ВС Азербайджана 19 сентября 2023 года, правительство самопровозглашённой НКР во главе с Самвелом Шахрамяном было расформировано, и вся территория, находившаяся под контролем НКР, была взята под контроль Азербайджанской Республикой.

## Влияние
По мнению Колосова и Зотовой (2020), «размещение воинских частей вдоль линии разделения, особый режим приграничной зоны с обеих сторон, постоянные стычки и разрушения во время войны и сразу после нее ряда городов и других поселений превратили приграничные территории в экономическую пустыню».
По данным Международной кризисной группы, в 2019 году все 150 тыс. карабахских армян находились «в пределах досягаемости азербайджанских ракет и артиллерийских снарядов», в то время как примерно вдвое больше азербайджанцев (300 тыс.) проживали «в 15-километровой зоне вдоль азербайджанской стороны линии соприкосновения».